# Euplectitae

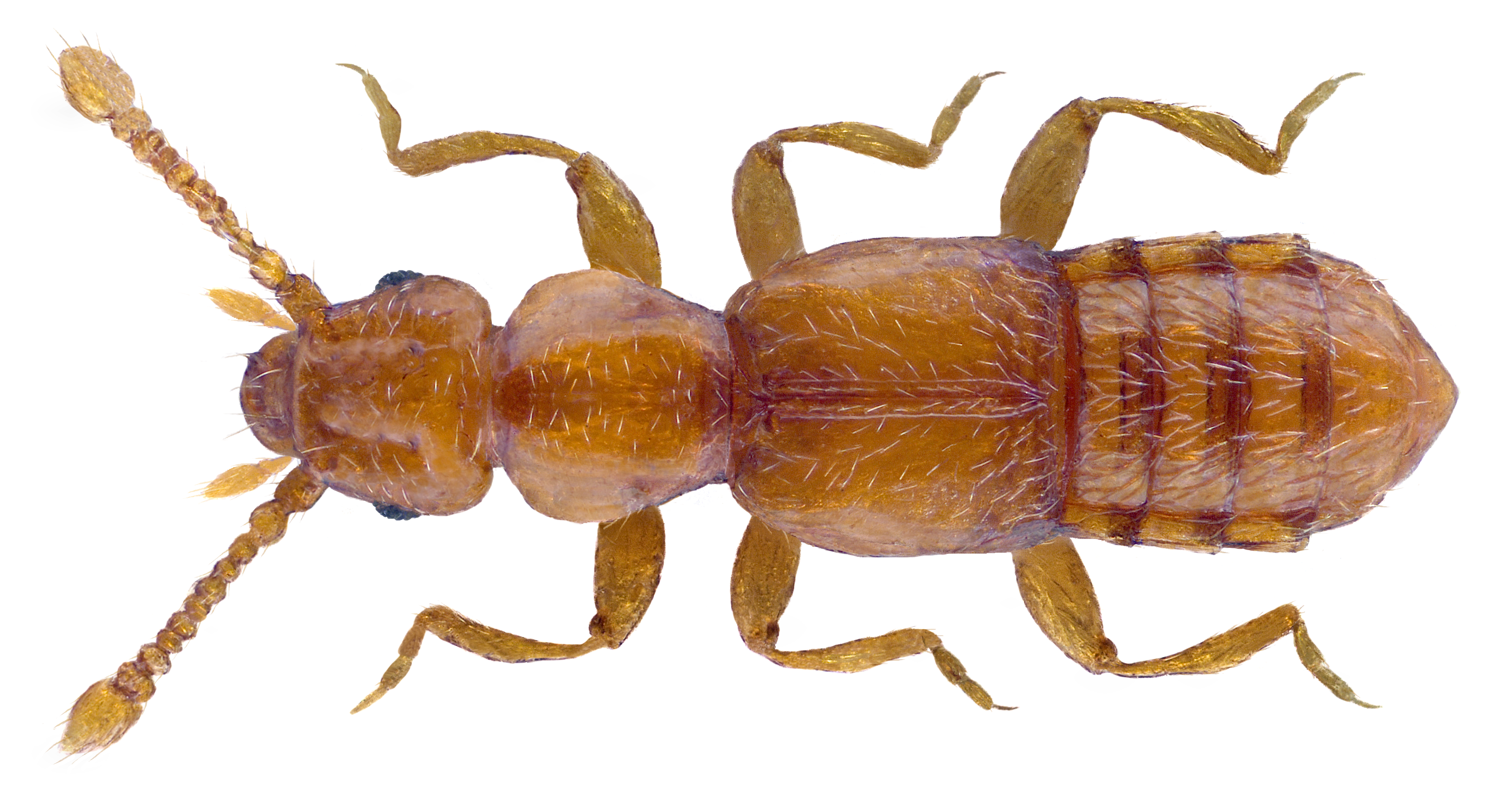
Plectophloeus nitidus

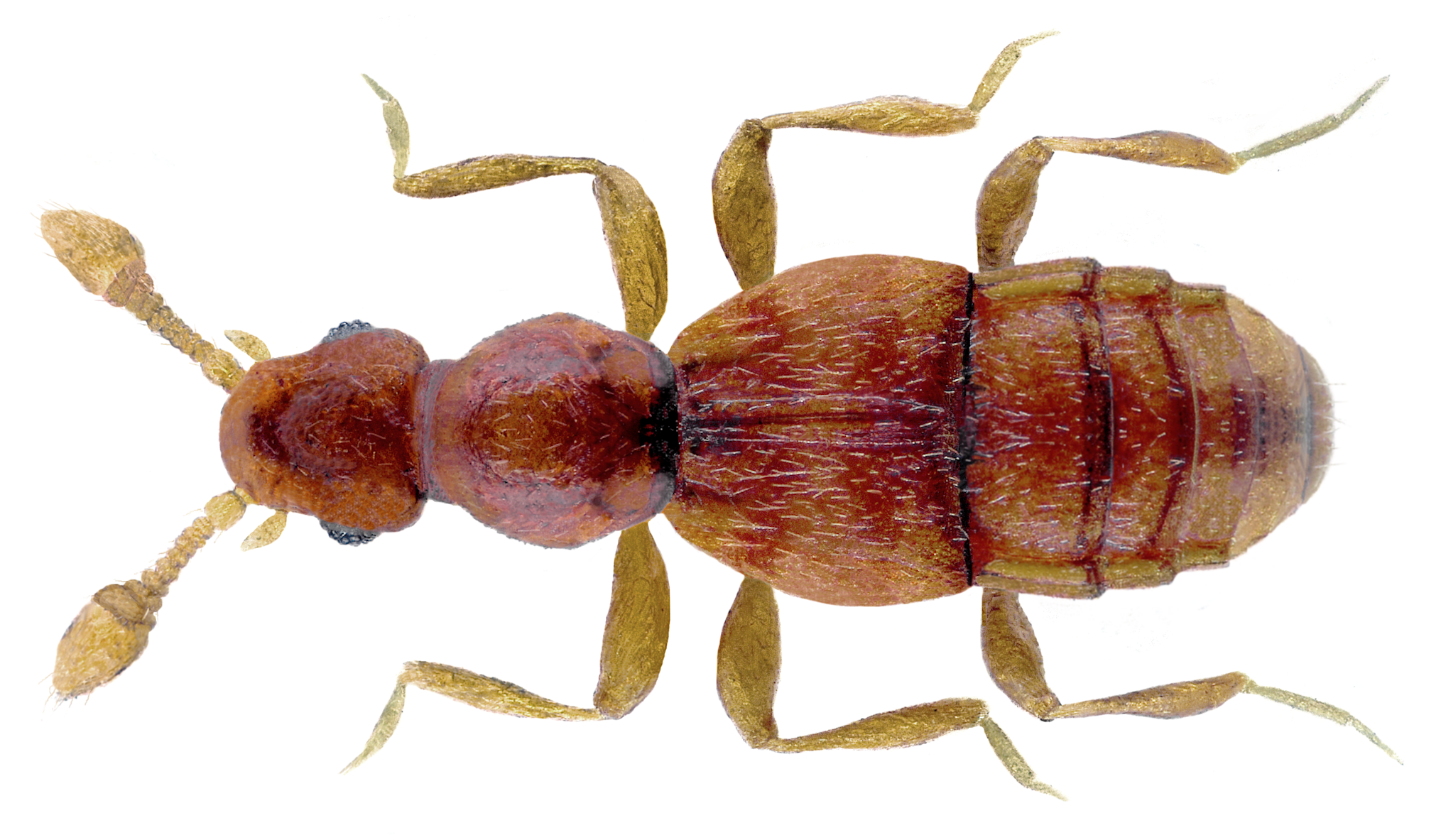
Trimium brevicorne

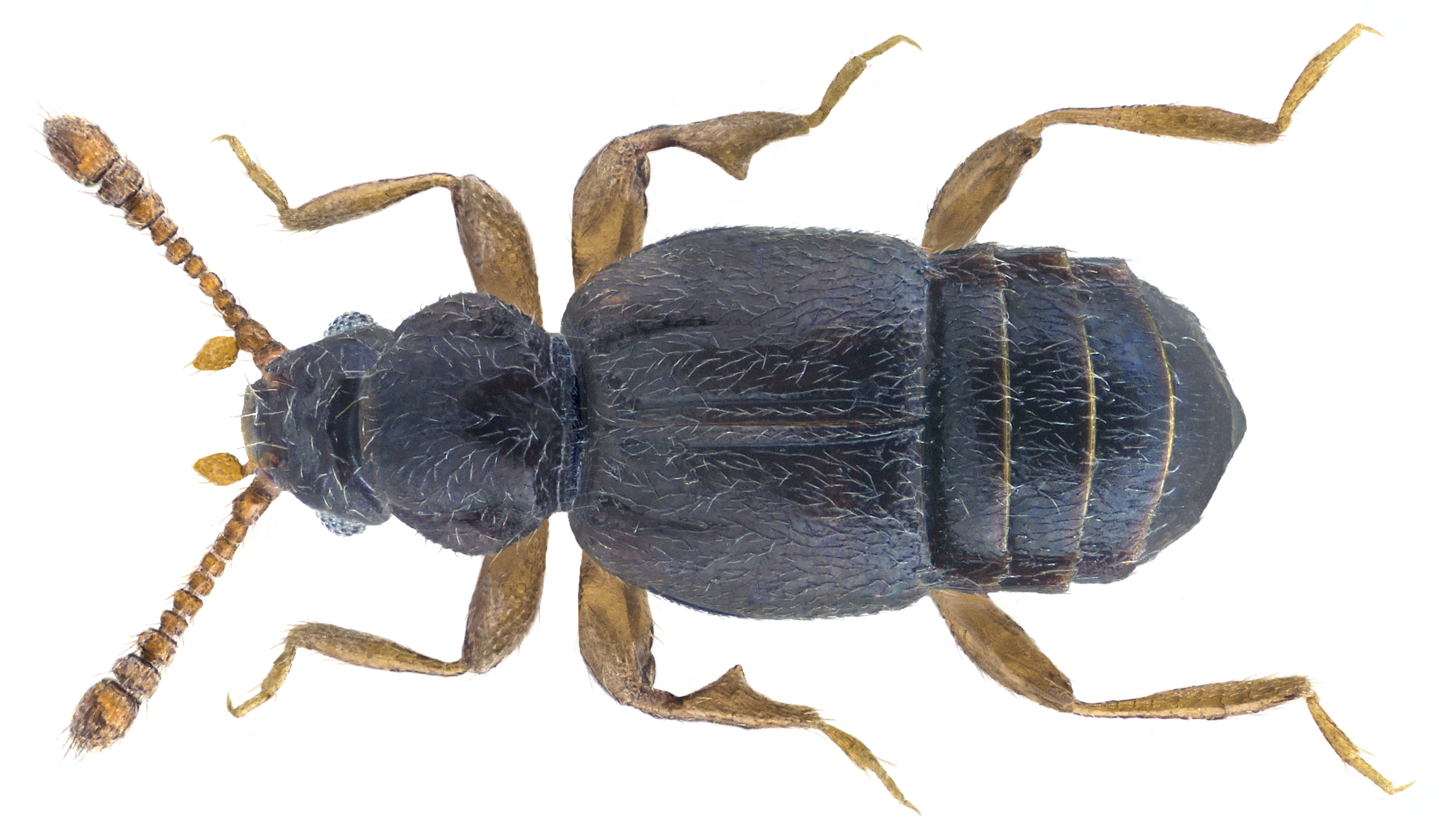
Bibloporus bicolor

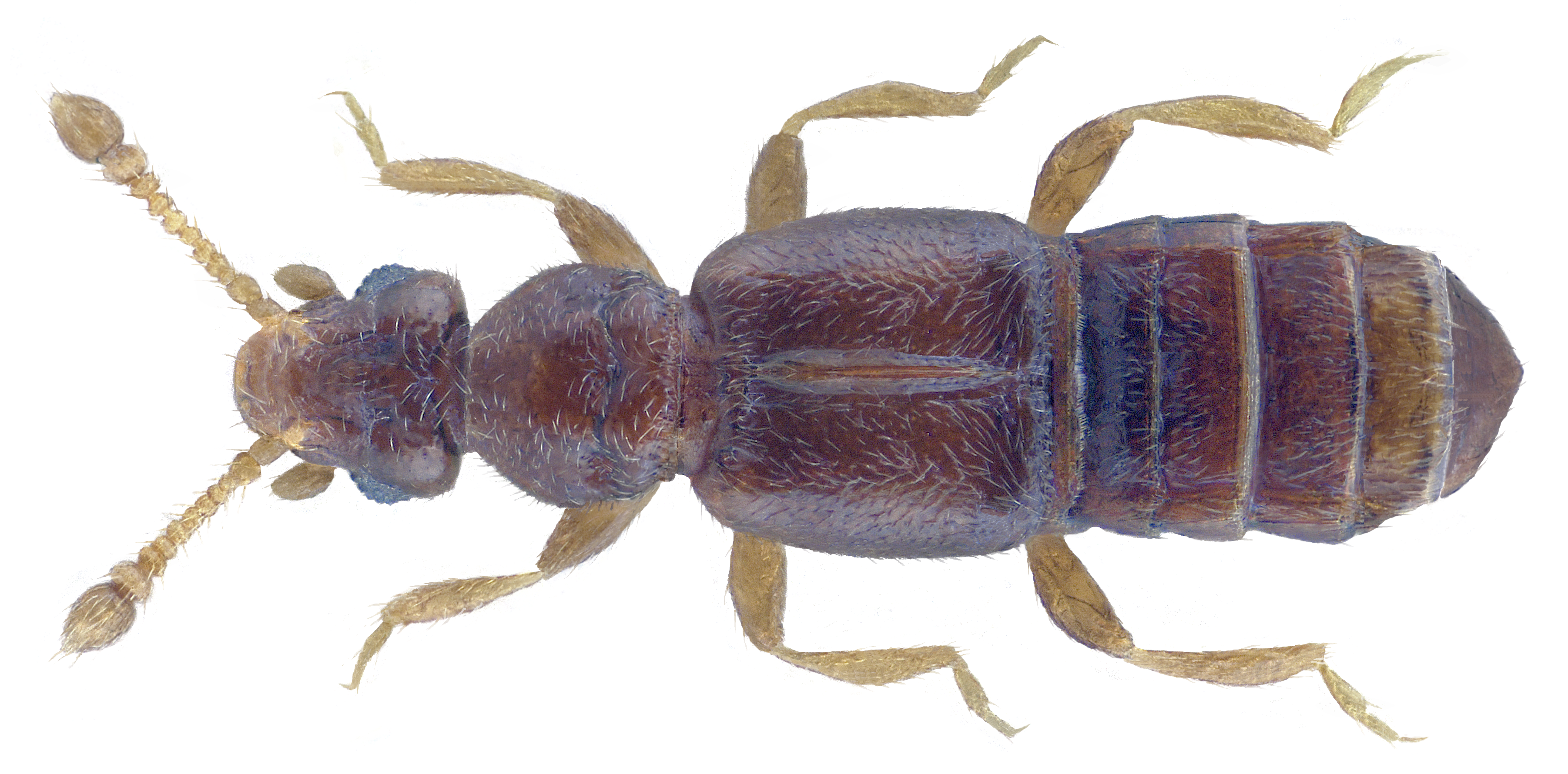
Bibloplectus ambiguus

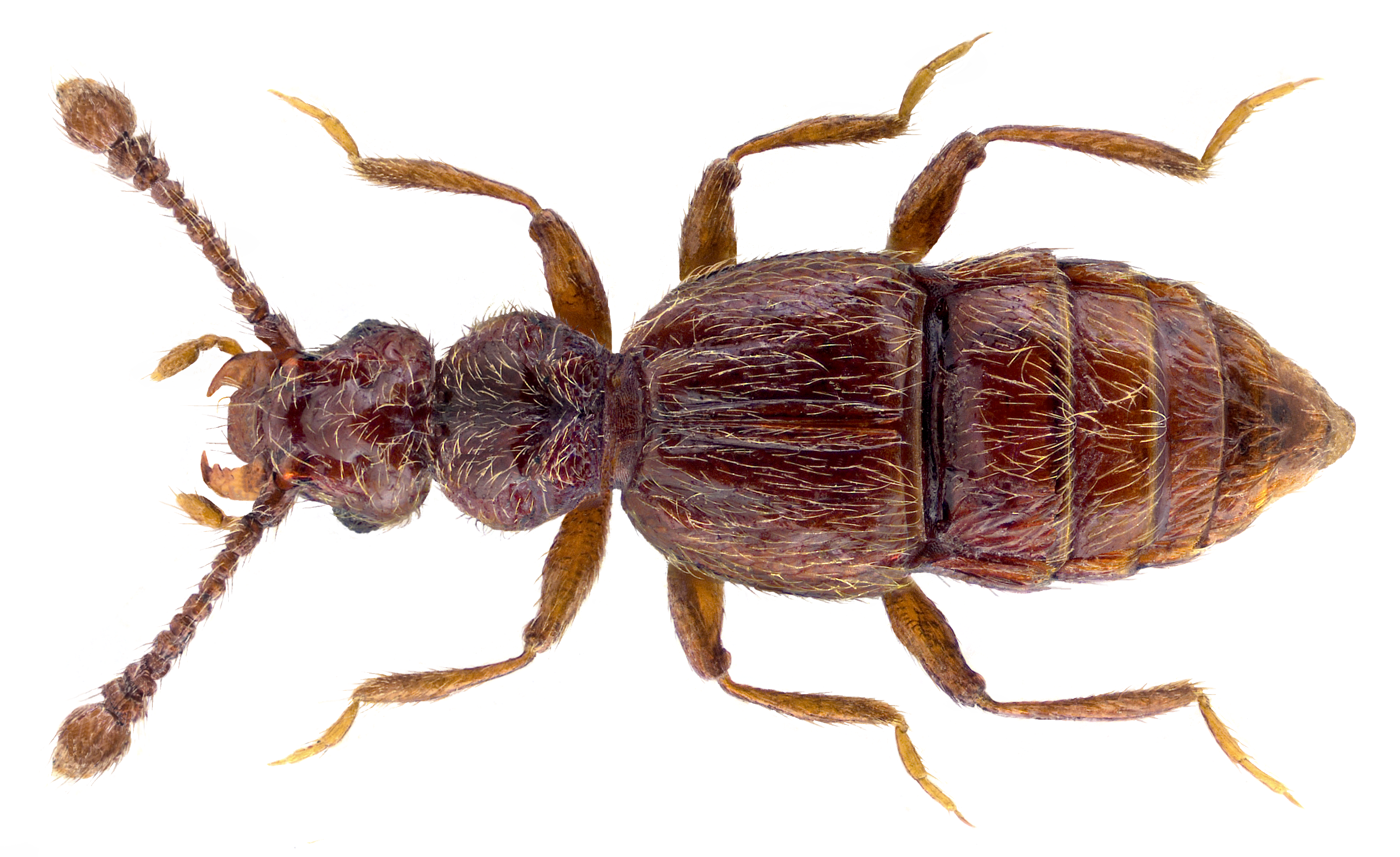
Amauronyx maerkelii

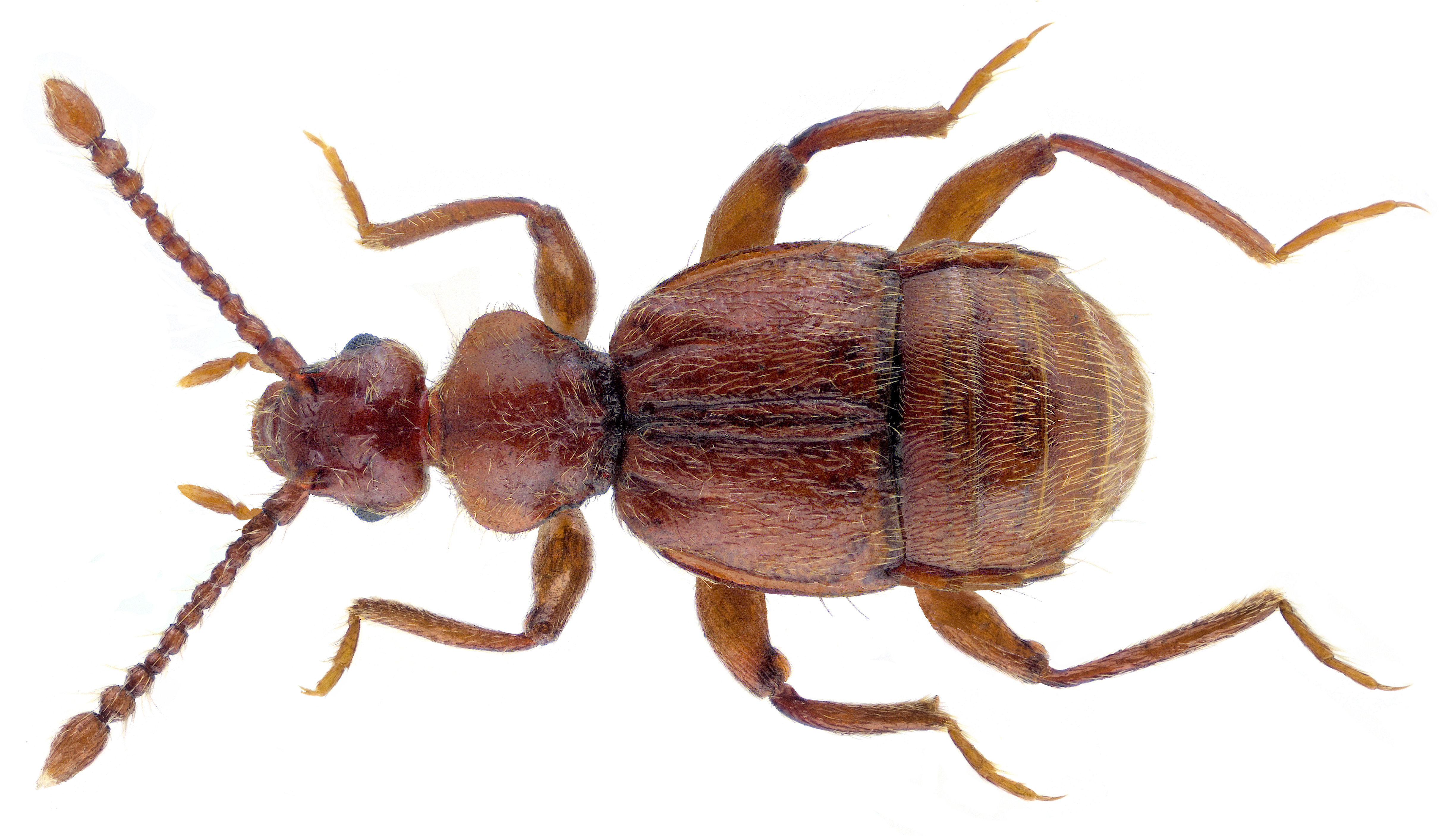
Trichonyx sulcicollis

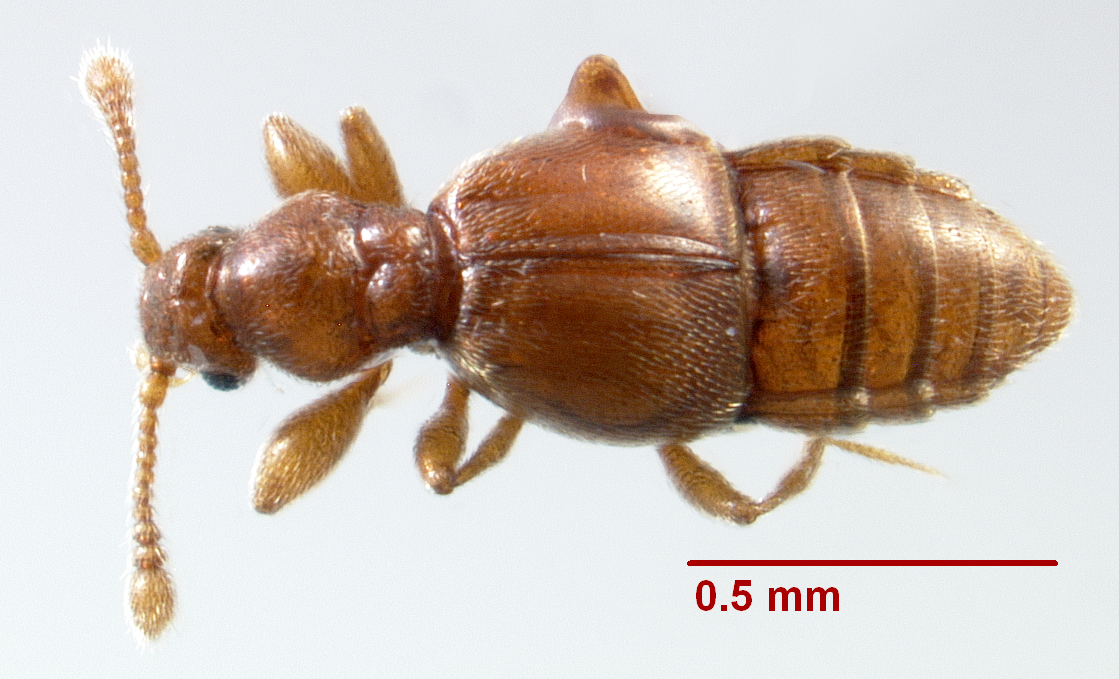
Trimioplectus obsoletus

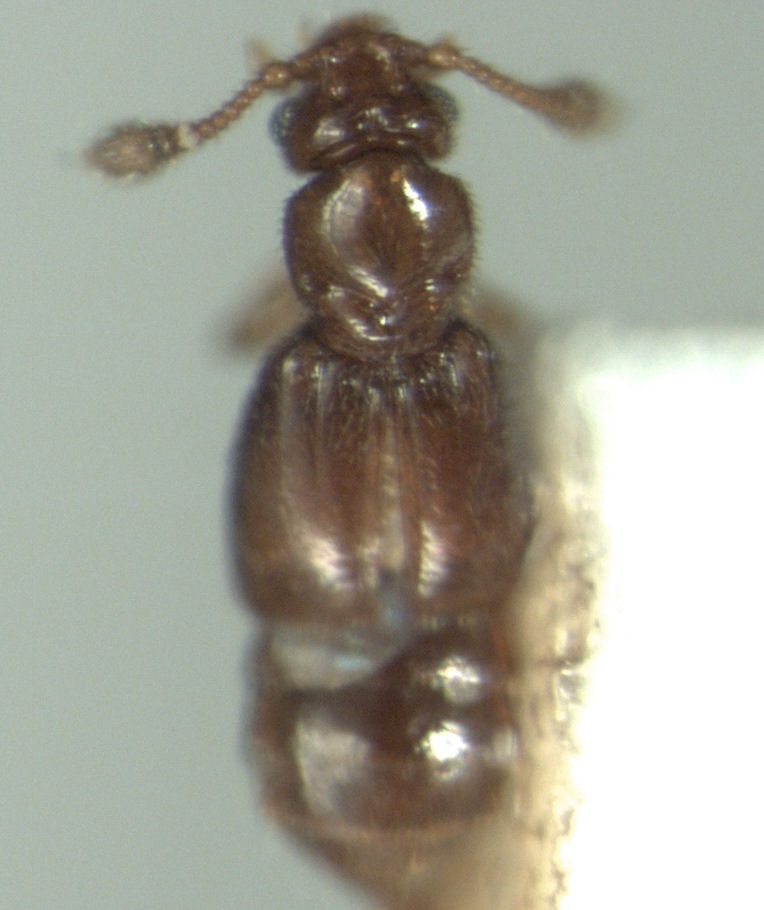
Philiopsis

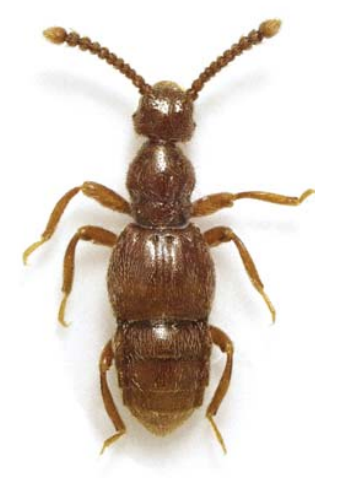
Kenocoelus johni

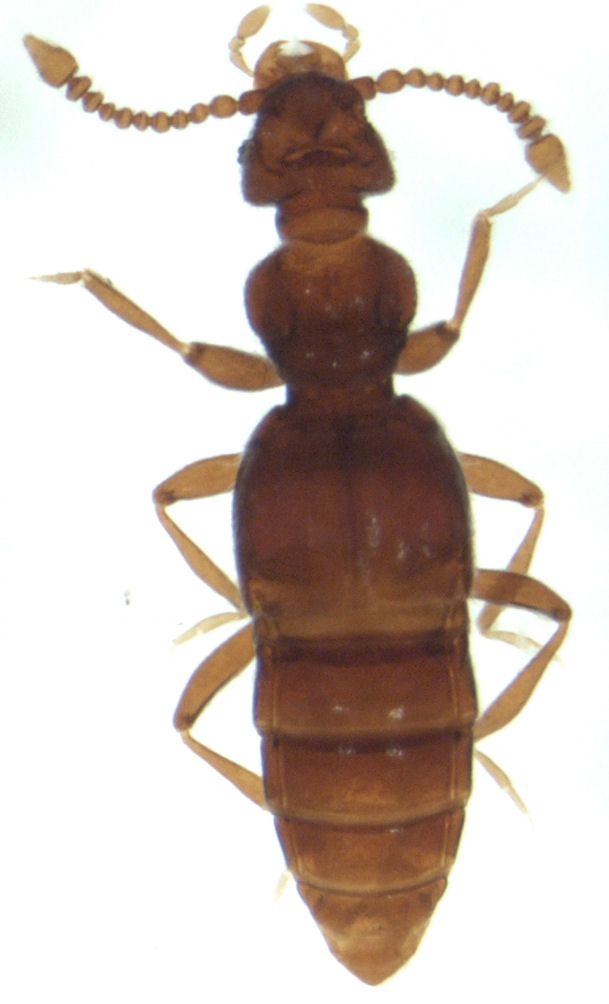
Eleusomatus allocephalus

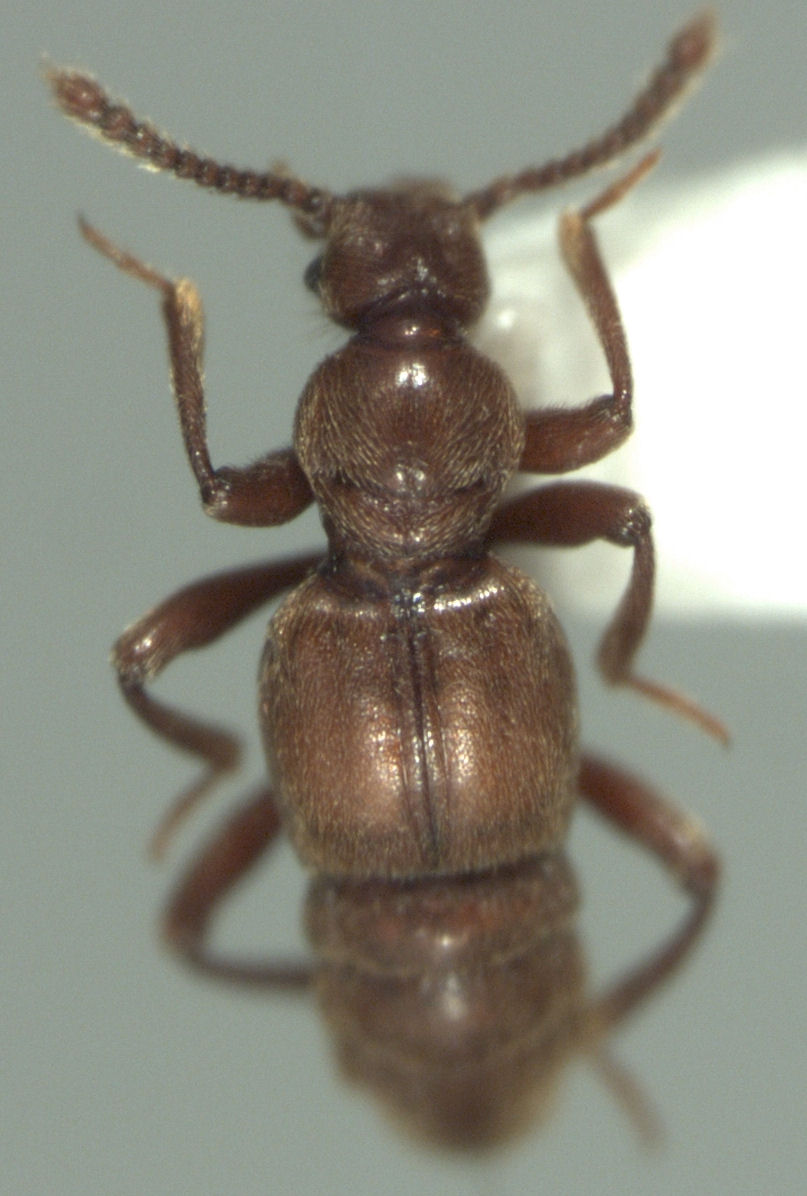
Zeadalmodes myrmecophilus

Euplectitae (лат.) — надтриба мелких коротконадкрылых жуков-ощупников (ранее в ранге подсемейства Euplectinae в составе Pselaphidae). Около 400 родов.

## Распространение
Встречаются повсеместно. Трибы Euplectini и Trichonychini имеют всемирное распространение; трибы Dimerini и Bythinoplectini — пантропическое; в основном в Голарктике и Неотропике встречается Mayetiini; Trogastrini — встречается в Голарктике, Неотропике и Австралии; Jubini и Metopiasini — в Неотропике.

## Описание
Мелкие коротконадкрылые жуки—ощупники, большинство видов имеют длину тела 1—5 мм. Усики длинные, булавовидные (иногда сильно видоизменённые), надкрылья укороченные, лапки трёхчлениковые с 1 коготком или двухчлениковые (Bythinoplectini, Dimerini, Mayetiini). Вертлуги второй и третьей пар ног с острым углом соединения с бёдрами, дорсальные отростки бёдер близки к тазобедренным сочленениям; коготки лапок неравные, задние коготки мельче, часто щетинковидные; второй и третий членики отчётливо длиннее первых члеников, вторые членики часто длиннее третьих члеников. Грудь с задними тазиками, сближенными или сближенными посередине, редко отчетливо разделёнными. Эдеагус обычно асимметричен, парамеры часто редуцированы или отсутствуют.

## Систематика
Крупнейшая триба жуков-ощупников, включает около 400 родов. Таксон был впервые выделен в 1839 году немецким зоологом Августом Фолльратом Штройбелем (August Vollrath Streubel; 1817—1895).
Надтриба Euplectitae ранее рассматривалась в ранге подсемейства Euplectinae в составе семейства Pselaphidae.
Однако, когда в 1995 году в работе Ньютона и Тейера на основании анализа морфологических признаков ранг семейства ощупников был понижен (Newton and Thayer, 1995) до подсемейства в составе Staphylinidae, то соответственно все надродовые таксоны (в том числе, бывшие ранее подсемейства в составе Pselaphidae) были понижены в ранге. Одновременно, три трибы (Bythinoplectini, Dimerini, Mayetiini) были выделены из Faronitae в отдельную надтрибу Bythinoplectitae, но затем в 2001 году включены в Euplectitae. В состав надтрибы Euplectitae вошли трибы: Bythinoplectini — Dimerini — Euplectini — Jubini — Mayetiini — Metopiasini — Trichonychini — Trogastrini.
- надтриба Euplectitae Streubel, 1839
  - триба Bythinoplectini L.W.Schaufuss, 1890
    - подтриба Bythinoplectina L.W.Schaufuss, 1890
      - Acrodimerus Jeannel, 1954
      - Anomozethodes Coulon, 1989
      - Anomozethus Jeannel, 1951
      - Anozethopsis Jeannel, 1956
      - Apozethopsus Jeannel, 1954
      - Archaeozethus Leleup, 1973
      - Aulacozethus Leleup, 1977
      - Basilewskyozethus Leleup, 1977
      - Besucheteidos Comellini, 1985
      - Besuchetiozethus Coulon, 1989
      - Bolbozethus Coulon, 1982
      - Bythinoplectoides Comellini, 1985
      - Bythinoplectus Reitter, 1882
      - Cephalozethus Jeannel, 1955
      - Couloniella Besuchet, 1983
      - Decazethodes Coulon, 1989
      - Decazethus Coulon, 1989
      - Dichocoryna Comellini, 1985
      - Dichozethinus Jeannel, 1956
      - Dimorphozethus Jeannel, 1952
      - Diplomelinus Jeannel, 1957
      - Echinozethus Jeannel, 1954
      - Euplectomorphus Motschulsky, 1863
      - Hendecameros Comellini, 1985
      - Heptaleptus Jeannel, 1952
      - Jeannelia Raffray, 1913
      - Leleupiozethus Coulon, 1979
      - Loebliozethus Coulon, 1983
      - Mecynozethus Jeannel, 1952
      - Microzethinus Jeannel, 1954
      - Microzethopsis Jeannel, 1960
      - Neozethopsus Jeannel, 1954
      - Nesiotozethus Jeannel, 1954
      - Nipponozethus Coulon, 1989
      - Notozethus Coulon, 1989
      - Octomeros Comellini, 1985
      - Octozethodes Jeannel, 1953
      - Octozethus Jeannel, 1951
      - Opisthosphaera Jeannel, 1952
      - Orazethus Coulon, 1990
      - Oxyzethodes Jeannel, 1954
      - Oxyzethus Jeannel, 1953
      - Pachyzethopsus Jeannel, 1954
      - Petalozethopsis Jeannel, 1960
      - Poeciloceras Comellini, 1985
      - Proboscites Jeannel, 1950
      - Projeannelia Coulon, 1989
      - Protozethopsus Jeannel, 1954
      - Pseudozethinus Coulon, 1989
      - Puripnozethus Coulon, 1989
      - Pyxidion Comellini, 1985
      - Rhinozethus Coulon, 1989
      - Schizocoryna Comellini, 1985
      - Selenozethus Jeannel, 1955
      - Trizethopsis Dajoz, 1982
      - Typhlozethodes Coulon, 1989
      - Typhlozethus Jeannel, 1951
      - Urozethidius Jeannel, 1959
      - Zethinomorphus Jeannel, 1960
      - Zethinus Raffray, 1908
      - Zethopsinus Jeannel, 1949
      - Zethopsiola Jeannel, 1954
      - Zethopsoides Jeannel, 1953
      - Zethopsus Reitter, 1880

    - подтриба Pyxidicerina Raffray, 1904
      - Cerennea Raffray, 1913
      - Hughia Raffray, 1913
      - Megalocarpus Coulon, 1989
      - Nandius Coulon, 1990
      - Neopyxidicerus Coulon, 1989
      - Orlandia Comellini, 1985
      - Parapyxidicerus Sawada, 1964
      - Pyxidicerinus Jeannel, 1952
      - Pyxidicerus Motschulsky, 1863
      - Pyxidizethus Coulon, 1989

  - триба Dimerini Raffray, 1908
  - триба Euplectini Streubel, 1839
    -       - Acolonia Casey, 1894
      - Afroplectus Jeannel, 1952
      - Anomoplectus Jeannel, 1951
      - Austroeuplectus Chandler, 2001
      - Bothriocephalotes Leleup, 1978
      - Coptoplectus Leleup, 1974
      - Dissemoplectus Jeannel, 1952
      - Dorrigo Chandler, 2001
      - Euplectamecia Park, 1952
      - Euplectus Leach, 1817
      - Labroplectus Kurbatov, 1993
      - Leptoplectus Casey, 1908
      - Mitrametopus Raffray, 1911
      - Okella Chandler, 2001
      - Plectoprotus Newton & Chandler, 1989
      - Pycnoplectus Casey, 1897
      - Seleneuplectus Jeannel, 1955
      - Tyxs Chandler, 2001

  - триба Jubini Raffray, 1904
    -       - Arctophysis Reitter, 1882
      - Auxenocerus Jeannel, 1962
      - Balega Reitter, 1882
      - Barrojuba Park, 1942
      - Endytocera Sharp, 1887
      - Germainites Jeannel, 1962
      - Jubomorphus Raffray, 1891
      - Jubus L.W.Schaufuss, 1872
      - Kuscheliotes Jeannel, 1962
      - Macta Raffray, 1890
      - Morphogenia Parker, 2014
      - Phamisus Aubé 1844
      - Pselaphomorphus Motschulsky, 1855
      - Sebaga Raffray, 1891

  - триба Mayetiini Winkler, 1925
    -       - Hagnometopias L.W.Schaufuss, 1890
      - Mayetia Mulsant & Rey, 1875
      - Typhloleptodes Jeannel, 1953
      - Typhloleptus Jeannel, 1951

  - триба Metopiasini Raffray, 1904
    - подтриба Metopiasini (incertae sedis)
    - подтриба Rhinoscepsina Bowman, 1934

  - триба Trichonychini Reitter, 1882
    - подтриба Bibloporina Park, 1951
    - подтриба Panaphantina Jeannel, 1950
    - подтриба Trichonychina Reitter, 1882 (Jeannel, 1964)
    - подтриба Trimiina Bowman, 1934

  - триба Trogastrini Jeannel, 1949
    - подтриба Phtegnomina Park, 1951
      - Phtegnomus Raffray, 1890

    - подтриба Rhexiina Park, 1951
      - Austrorhexius Chandler, 2001
      - Rhexius LeConte, 1849

    - подтриба Trogastrina Jeannel, 1949
      - Golasa Raffray, 1904
      - Golasidius Jeannel, 1962
      - Golasina Jeannel, 1962
      - Golasites Jeannel, 1962
      - Jubogaster Parker & Maruyama, 2013
      - Logasa Chandler, 2001
      - Megarafonus Casey, 1897
      - Mesoplatus Raffray, 1890
      - Neosampa Broun, 1921
      - Nugaculus L.W.Schaufuss, 1890
      - Oropus Casey, 1886
      - Parafaronus Jeannel, 1954
      - Platomesus Chandler, 2001
      - Prosagola Raffray, 1904
      - Rhexidius Casey, 1887
      - Rhexinia Raffray, 1890
      - Rhexiola Park, 1952
      - Sagola Sharp, 1874
      - Salagosa Raffray, 1904
      - Salagosita Franz, 1996
      - Sonoma Casey, 1886
      - Stenosagola Broun, 1921
      - Tomeplasus Chandler, 2001
      - Trogaster Sharp, 1874
      - Trogasteropsis Dodero, 1918
      - Xerhius Raffray, 1891